# Jaume Costa
Jaume Vicent Costa Jordá (* 18. března 1988 Valencie) je španělský profesionální fotbalista, který hraje na pozici levého obránce za španělský klub RCD Mallorca.